# Andy Goldstein
Andy Goldstein (Buenos Aires, 4 de febrero de  1943) es un fotógrafo argentino. Su obra más conocida es Vivir en la tierra, una serie de 66 fotografías de gran formato en la que retrata familias en asentamientos informales en 14 países de Latinoamérica.

## Vida

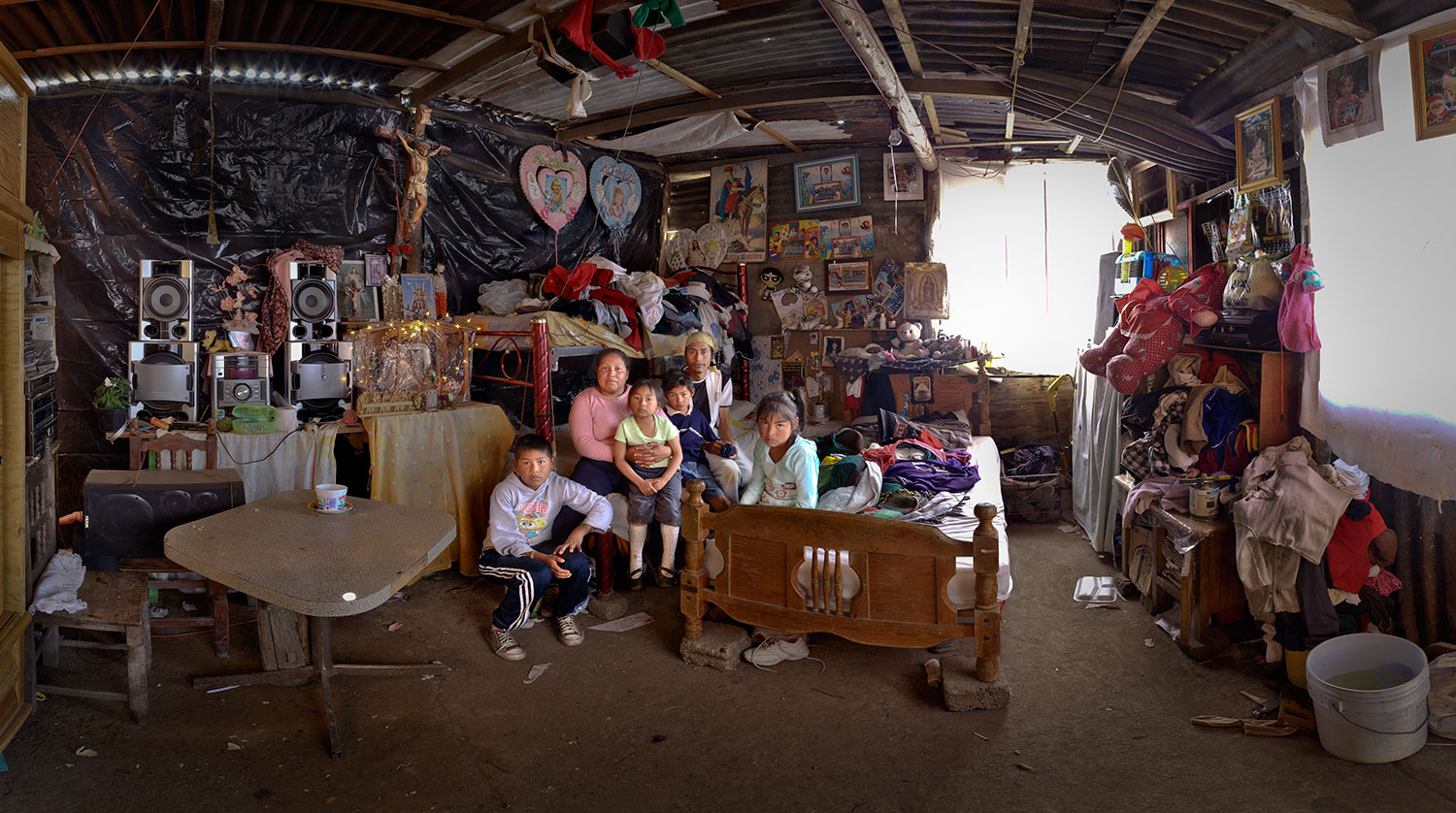
Foto digital de gran formato perteneciente a su serie "Vivir en la tierra", México, 2011.

Nacido en 1943 en la Ciudad de Buenos Aires, Argentina, en el seno de una familia de ópticos, se interesa por la fotografía desde muy temprana edad, abriendo su primer estudio fotográfico en 1968 en la avenida de Las Heras de Buenos Aires. En 1975 crea la Escuela de Fotografía Creativa, con el propósito de mejorar la formación profesional que se encontraba poco desarrollada en esos años en la ciudad. En 1979, con el objetivo de aportar a la difusión y el estudio de la fotografía y los fotógrafos argentinos se constituye el Consejo Argentino de Fotografía del cual es miembro fundador, conjuntamente con Sara Facio, Annemarie Heinrich, Alicia D'Amico, Juan Travnik, Eduardo Comesaña y María Cristina Orive.  En 1996, con la finalidad de investigar los últimos aportes acerca del juego, la creatividad y el aprendizaje, funda el Proyecto QuadraQuinta. En 2014, la Universidad Nacional de Río Cuarto UNRC lo nombra Huésped de Honor.

## Bibliografía

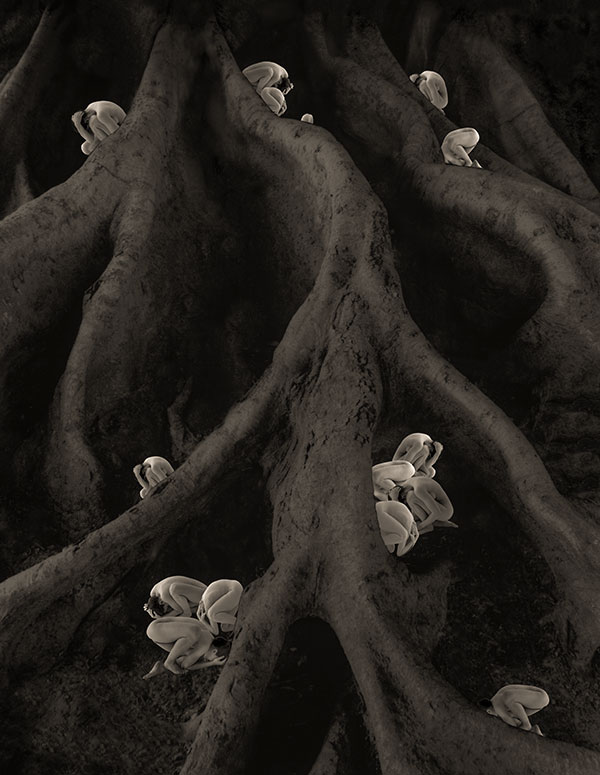
Foto digital perteneciente a la serie Arborescencias, 1995.

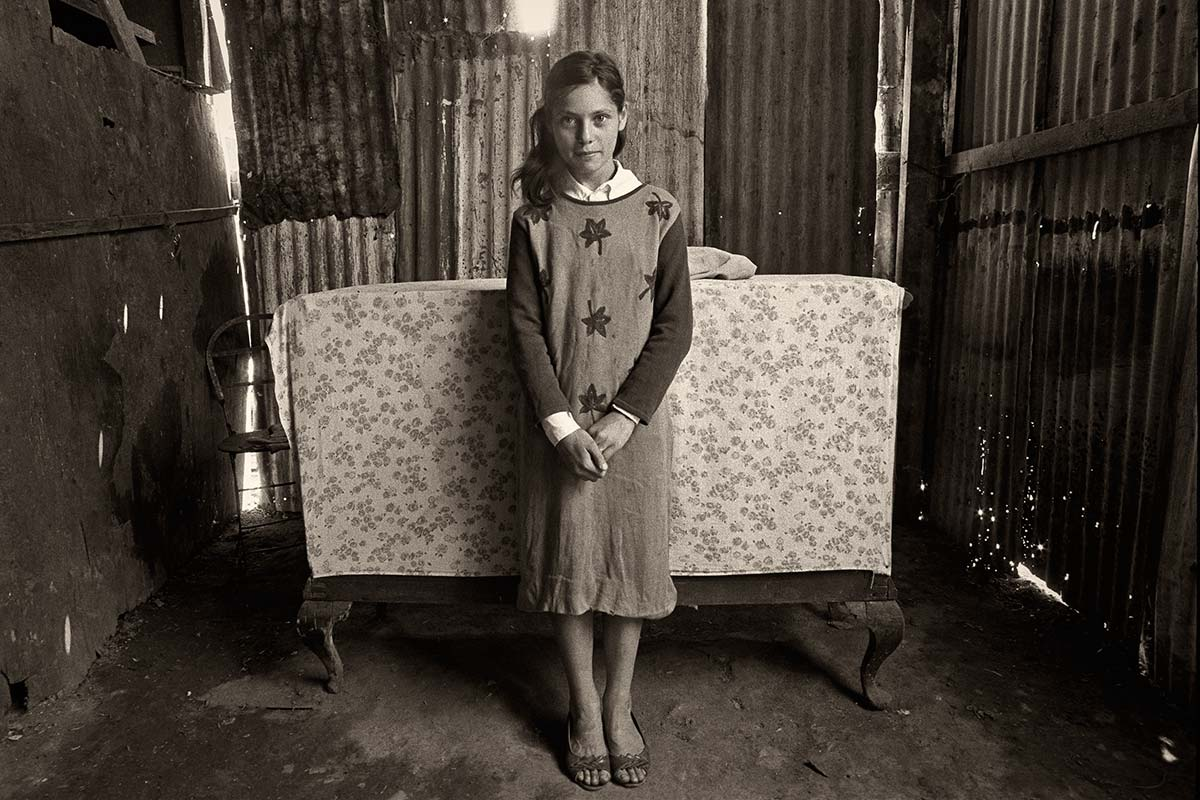
Foto perteneciente a la serie "Gente en su casa". Argentina, 1985.

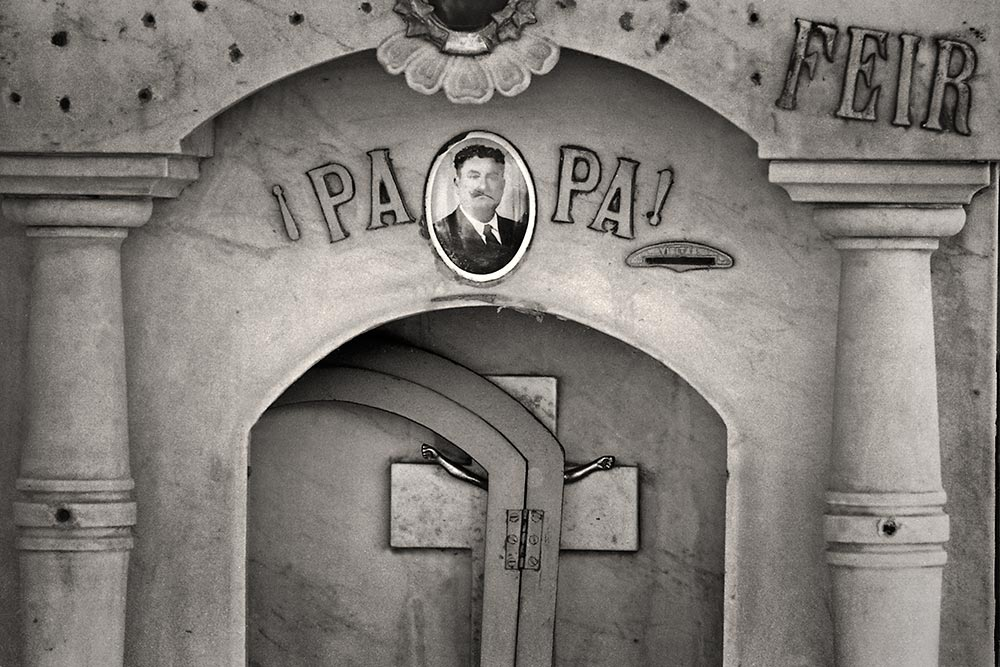
Foto perteneciente a la serie La Muerte de la Muerte, Argentina, 1979.

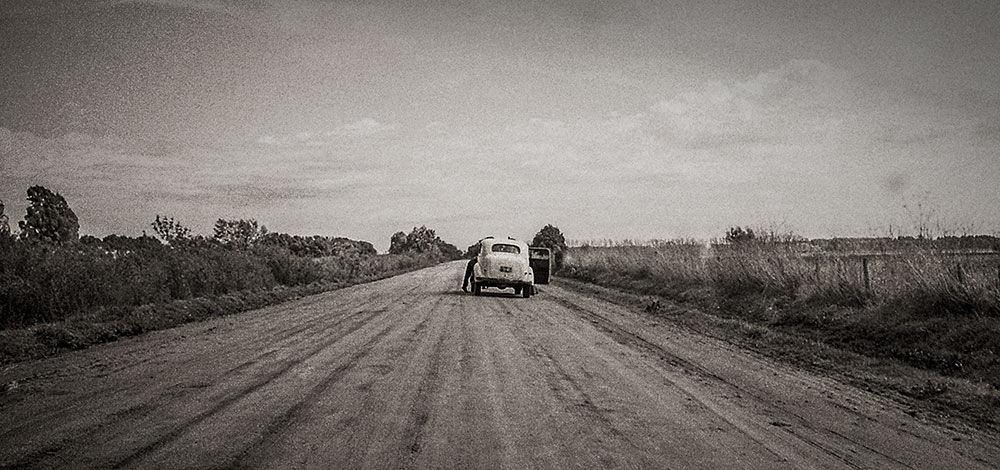
Foto perteneciente a la serie Rio Cuarto. Córdoba, Argentina, 1974.

## Principales exhibiciones
- "Inventarios. Fotografías 1973-2012", Fototeca Latinoamericana (FoLa),  Buenos Aires (Argentina). 2018.
- "Vivir en la Tierra" y "Río Cuarto", Museo de Fotografía Museo Palacio Dionisi,  Córdoba (Argentina). 2016.
- "Vivir en la Tierra" y "Río Cuarto", Casa de la Cultura, Río Cuarto (Córdoba). 2014.
- "Vivir en la Tierra"",[19] Sala Cronopios, Centro Cultural Recoleta, Buenos Aires, Argentina. 2013.
- "Bicentenario: Imágenes paralelas. Segunda parte: 1940 a 1980",[20] Museo Nacional de Bellas Artes, Buenos Aires, Argentina. 2012.
- "Vivir en la Tierra",[21] Museo Memoria y Tolerancia, México DF, México. 2012.
- "Arborescencias", Galerie Municipale du Château d'Eau, dirigida por Jean Dieuzaide, Toulouse, Francia. 1995
- "Gente en su casa", Fotogalería del Teatro San Martín, Buenos Aires, Argentina. 1985.
- "La Muerte de la Muerte",[22] Museu da Imagem e do Som, Sao Paulo, Brasil. 1980.
- "La Muerte de la Muerte", Fotogalería del Teatro San Martín, Buenos Aires, Argentina. 1980.
- "Río IV", Galería Fernando Fader, dirigida por Julio Ducuron, Rio Cuarto, Córdoba, Argentina. 1974.